# Richard Gunn (Boxer)

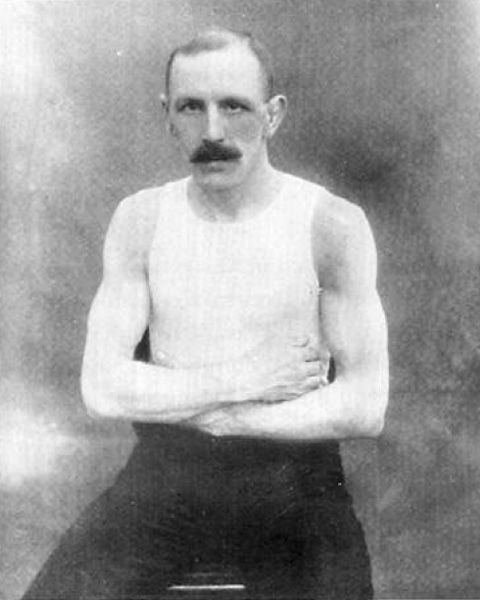
Richard Gunn

Richard Kenneth Gunn (* 16. Februar 1871 in London; † 23. Juni 1961 ebenda) war ein britischer Boxer.
Er fing 1893 im Surrey Commercial Docks Boxing Club mit dem Boxen an, nachdem er von seinem Vater in dessen Schneidergeschäft im Londoner East End angestellt worden war. Gunn wurde zwischen 1894 und 1896 dreimal hintereinander britischer Amateurmeister im Federgewicht. Er war seinen Konkurrenten derart überlegen, dass die Amateur Boxing Association ihn bitten musste, vom Spitzensport zurückzutreten. Gunn entsprach diesem Wunsch und betätigte sich während mehr als zehn Jahren im Verbandsvorstand.
Die Olympischen Spiele 1908 reizten ihn so sehr, dass er ein Comeback wagte. Er gewann die Goldmedaille im Alter von 37 Jahren und 254 Tagen, womit er der älteste Box-Olympiasieger aller Zeiten ist. Nach diesem letzten Sieg trat Gunn endgültig zurück. Im Verlaufe seiner Boxkarriere verlor er nur einen einzigen Kampf.